# Ronnie Ray
Ronnie Ray (* 2. Januar 1954) ist ein ehemaliger US-amerikanischer Sprinter.
1975 siegte er bei den Panamerikanischen Spielen in Mexiko-Stadt über 400 m mit seiner persönlichen Bestzeit von 44,45 s und in der 4-mal-400-Meter-Staffel.